# Шандор Каньяді
Шандор Каньяді (угор. Kányádi Sándor; 10 травня 1929 — 20 червня 2018, Будапешт) — етнічний угорський поет і перекладач з регіону Трансильванія, Румунія. Він є одним з найвідоміших і улюблених сучасних угорських поетів. Каньяді — один з основних творців сучасної угорської дитячої літератури. Його твори перекладені англійською, фінською, естонською, шведською, німецькою, французькою, румунською і португальською мовами.

## Біографія
Шандор Каньяді народився в Порумбень Марі, невеликому угорському селі в Трансильванії, в родині угорських фермерів. Навчався в сусідньому місті Одорхею-Секуєск. Переїхав в Клуж в 1950 році. Зараз живе між Будапештом і котеджем в сільській місцевості.
Закінчив Клузький університет з кваліфікацією і ступенем вчителя угорської мови і літератури. Він опублікував свій перший том поезії в 1955 році, працюючи помічником редактора. Часто брав участь в написанні декількох літературних журналів. Його переклади також дуже популярні, це саксонська народна поезія, сучасна румунська, а також основні німецькі та французькі поети. Каньяді також дав кілька літературних лекцій за кордоном протягом 1960-х і 1970-х років, для угорців у Західній Європі, Скандинавії, Північній Америці і Південній Америці.
Брав активну участь у політичних обговореннях, боровся з пригніченням Трансильванської угорської меншини. У 1987 Соціалістична Республіка Румунія не дозволила йому поїхати на конференцію у Роттердам, що призвело до виходу письменника зі Спілки письменників як протест.

## Твори

### Поезія
- Virágzik a cseresznyefa (1955)
- Sirálytánc (1957)
- Kicsi legény, nagy tarisznya (1961)
- Harmat a csillagon (1964)
- Fényes nap, nyári nap (1964)
- Három bárány (1965)
- Kikapcsolódás (1966)
- Függőleges lovak (1968)
- Fától fáig (1970)
- A bánatos királylány kútja (1972)
- Szürkület (1979)
- Farkasűző furulya (1979)
- Tavaszi tarisznya (1982)
- Madármarasztaló (1986)
- Küküllő kalendárium (1988)
- Sörény és koponya (1989)
- Valaki jár a fák hegyén (1997)
- Csipkebokor az alkonyatban (1999)
- Felemás őszi versek (2002)

### Інше
- Fából vaskarika (1969)
- Kenyérmadár (1980)
- Meddig ér a rigófütty (2005)
- Virágon vett vitéz (2002)
- Világlátott egérke (2011)
- Talpas történetek  (2011)

## Нагороди
Він отримав більше 30 нагород і нагород, в тому числі:
- Премія Кошута, Будапешт, 1993
- Приз поета Союзу румунських письменників
- Премія Гердера, 1995,
- Центрально-Європейський Приз тисячоліття, 2000

Шандор Каньяді має персональну лавку у метро Бухаресту.